# Thomomys talpoides
Espèce
Statut de conservation UICN

 LC  : Préoccupation mineure
Le Gaufre gris (Thomomys talpoides) est une espèce de la famille des Géomyidés. Ce gaufre se rencontre au Canada et aux États-Unis.
Cette espèce a été décrite pour la première fois en 1828 par John Richardson (1787-1865), un naturaliste, explorateur et médecin écossais.

Carte de répartition

## Liste des sous-espèces
Selon Mammal Species of the World (version 3, 2005)  (13 nov. 2012) :
- sous-espèce Thomomys talpoides aequalidens
- sous-espèce Thomomys talpoides agrestis
- sous-espèce Thomomys talpoides andersoni
- sous-espèce Thomomys talpoides attenuatus
- sous-espèce Thomomys talpoides bridgeri
- sous-espèce Thomomys talpoides bullatus
- sous-espèce Thomomys talpoides caryi
- sous-espèce Thomomys talpoides cheyennensis
- sous-espèce Thomomys talpoides cognatus
- sous-espèce Thomomys talpoides columbianus
- sous-espèce Thomomys talpoides devexus
- sous-espèce Thomomys talpoides douglasii
- sous-espèce Thomomys talpoides duranti
- sous-espèce Thomomys talpoides falcifer
- sous-espèce Thomomys talpoides fisheri
- sous-espèce Thomomys talpoides fossor
- sous-espèce Thomomys talpoides fuscus
- sous-espèce Thomomys talpoides gracilis
- sous-espèce Thomomys talpoides immunis
- sous-espèce Thomomys talpoides incensus
- sous-espèce Thomomys talpoides kaibabensis
- sous-espèce Thomomys talpoides kelloggi
- sous-espèce Thomomys talpoides levis
- sous-espèce Thomomys talpoides limosus
- sous-espèce Thomomys talpoides loringi
- sous-espèce Thomomys talpoides macrotis
- sous-espèce Thomomys talpoides medius
- sous-espèce Thomomys talpoides meritus
- sous-espèce Thomomys talpoides monoensis
- sous-espèce Thomomys talpoides moorei
- sous-espèce Thomomys talpoides nebulosus
- sous-espèce Thomomys talpoides ocius
- sous-espèce Thomomys talpoides oquirrhensis
- sous-espèce Thomomys talpoides parowanensis
- sous-espèce Thomomys talpoides pierreicolus
- sous-espèce Thomomys talpoides pryori
- sous-espèce Thomomys talpoides quadratus
- sous-espèce Thomomys talpoides ravus
- sous-espèce Thomomys talpoides relicinus
- sous-espèce Thomomys talpoides retrorsus
- sous-espèce Thomomys talpoides rostralis
- sous-espèce Thomomys talpoides rufescens
- sous-espèce Thomomys talpoides saturatus
- sous-espèce Thomomys talpoides segregatus
- sous-espèce Thomomys talpoides shawi
- sous-espèce Thomomys talpoides talpoides
- sous-espèce Thomomys talpoides taylori
- sous-espèce Thomomys talpoides tenellus
- sous-espèce Thomomys talpoides trivialis
- sous-espèce Thomomys talpoides uinta
- sous-espèce Thomomys talpoides wallowa
- sous-espèce Thomomys talpoides wasatchensis
- sous-espèce Thomomys talpoides whitmani
- sous-espèce Thomomys talpoides yakimensis

Selon NCBI (13 nov. 2012) :
- sous-espèce Thomomys talpoides bridgeri
- sous-espèce Thomomys talpoides douglasii
- sous-espèce Thomomys talpoides fossor
- sous-espèce Thomomys talpoides fuscus
- sous-espèce Thomomys talpoides immunis
- sous-espèce Thomomys talpoides levis
- sous-espèce Thomomys talpoides macrotis
- sous-espèce Thomomys talpoides nebulosus
- sous-espèce Thomomys talpoides ocius
- sous-espèce Thomomys talpoides retrorsus
- sous-espèce Thomomys talpoides rostralis
- sous-espèce Thomomys talpoides yakimensis